# بلنچ کامرل
بلنچ کامرل (انگلیسی: Blanche Kommerell؛ زادهٔ ۱۰ مارس ۱۹۵۰) هنرپیشه اهل آلمان است.
از فیلم‌ها یا برنامه‌های تلویزیونی که وی در آنها نقش داشته‌است می‌توان به پسران خرس بزرگ اشاره کرد.